# Walter Middelberg
Walter Middelberg (Zwolle, 30 januari 1875 - Hengelo, 15 september 1944) was een Nederlands roeier. Hij vertegenwoordigde Nederland eenmaal op de Olympische Spelen.
Hij maakte deel uit van de acht in de boot Minerva Amsterdam die op de Olympische Spelen van 1900 in Parijs de derde plaats haalde. Zij kregen geen medaille (die werden bij de Spelen pas vier jaar later ingevoerd) maar een bronzen beeld met het bijschrift dat zij een roeiwedstrijd hadden gewonnen tijdens de Wereldtentoonstelling.
Naast roeier was hij een verdienstelijk hardrijder op de schaats. Hij werd in 1895 op de wedstrijden om het Nederlands kampioenschap in Rotterdam op de ijsbaan te Kralingen vierde op de 1500 meter. Voorts werd hij tweede op het Noord-Hollands kampioenschap van 1893.
Middelberg studeerde scheikunde en was aangesloten bij de Leidse roeivereniging KSRV Njord.

## Palmares

### Roeien (acht met stuurman)
- 1900:  OS - 6.23,0

François Brandt · 
Johannes van Dijk · 
Roelof Klein · 
Ruurd Leegstra · 
Walter Meijer Timmerman Thijssen · 
Walter Middelberg · 
Hendrik Offerhaus · 
Henricus Tromp · 
Herman Brockmann (stuurman)
- International Standard Name Identifier: 0000 0003 9220 4520
- Nederlandse Thesaurus van Auteursnamen: 146476190
- Virtual International Authority File: 286191331
- WorldCat: E39PBJm4TGQCDWHKrKrhFWdCwC